# Línea L63 (Montevideo)
La línea L63 de Montevideo fue una línea de carácter local, partía desde la Terminal Cerro y llegaba hasta el Paso de la Arena. La ida era Paso de la Arena y la vuelta Terminal Cerro. Esta línea fue suprimida definitivamente desde la Intendencia Municipal de Montevideo, ya que era bastante similar a la línea 163, reforzándose esta última dejando a Terminal Cerro y Paso Molino como destinos intermedios.

## Recorridos
| Ida - Terminal Cerro - Egipto - Japón - Rotonda - Av. Carlos Ma. Ramírez - Av. Santín Carlos Rossi - Joaquín Martori - Samuel Lafone - Cno. Cibils - Cno. Tomkinson - Cosme Agulló - Cno. Cibils - Av. Luis Batlle Berres - Terminal Paso de la Arena | Vuelta - Terminal Paso de la Arena - Av. Luis Batlle Berres - Cno. Tomkinson - Cosme Agulló - Cno. Cibils - Samuel Lafone - Joaquín Martori - Av. Santín Carlos Rossi - Pedro Castellino - Terminal Cerro |

## Barrios Servidos
El L63 pasaba por los barrios: Cerro, Cerro Norte, La Paloma, Maracaná y Paso de la Arena.